# Agustín Rossi
Pour les articles homonymes, voir Rossi.
 (octobre 2023).
La mise en forme du texte ne suit pas les recommandations de Wikipédia : il faut le « wikifier ».
Les points d'amélioration suivants sont les cas les plus fréquents :
- Les titres sont pré-formatés par le logiciel. Ils ne sont ni en capitales, ni en gras.
- Le texte ne doit pas être écrit en capitales (les noms de famille non plus), ni en gras, ni en italique, ni en « petit »…
- Le gras n'est utilisé que pour surligner le titre de l'article dans l'introduction, une seule fois.
- L'italique est rarement utilisé : mots en langue étrangère, titres d'œuvres, noms de bateaux, etc.
- Les citations ne sont pas en italique mais en corps de texte normal. Elles sont entourées par des guillemets français : « et ».
- Les listes à puces sont à éviter, des paragraphes rédigés étant largement préférés. Les tableaux sont à réserver à la présentation de données structurées (résultats, etc.).
- Les appels de note de bas de page (petits chiffres en exposant, introduits par l'outil «  Source ») sont à placer entre la fin de phrase et le point final[comme ça].
- Les liens internes (vers d'autres articles de Wikipédia) sont à choisir avec parcimonie. Créez des liens vers des articles approfondissant le sujet. Les termes génériques sans rapport avec le sujet sont à éviter, ainsi que les répétitions de liens vers un même terme.
- Les liens externes sont à placer uniquement dans une section « Liens externes », à la fin de l'article. Ces liens sont à choisir avec parcimonie suivant les règles définies. Si un lien sert de source à l'article, son insertion dans le texte est à faire par les notes de bas de page.
- La présentation des références doit suivre les conventions bibliographiques. Il est recommandé d'utiliser les modèles {{Ouvrage}}, {{Chapitre}}, {{Article}}, {{Lien web}} et/ou {{Bibliographie}}. Le mode d'édition visuel peut mettre en forme automatiquement les références.
- Insérer une infobox (cadre d'informations à droite) n'est pas obligatoire pour parachever la mise en page.

Pour une aide détaillée, merci de consulter Aide:Wikification.
Si vous pensez que ces points ont été résolus, vous pouvez retirer ce bandeau et améliorer la mise en forme d'un autre article.
 (octobre 2023).
Si vous disposez d'ouvrages ou d'articles de référence ou si vous connaissez des sites web de qualité traitant du thème abordé ici, merci de compléter l'article en donnant les références utiles à sa vérifiabilité et en les liant à la section « Notes et références ».
Agustín Oscar « Chivo » Rossi, né le 18 octobre 1959, est un homme politique argentin, membre du Parti justicialiste. Rossi a occupé plusieurs postes politiques importants tout au long de sa carrière, notamment celui de ministre de la Défense sous les présidences de Cristina Fernández de Kirchner (2013-2015) et d'Alberto Fernández (2019-2021).
Il est député national de sa ville natale de Santa Fe et chef du bloc parlementaire du Front pour la Victoire (FpV) à la chambre basse de 2017 à 2019. De février à décembre 2023, Rossi est chef de cabinet des ministres du président Alberto Fernandez. Il est le colistier de Sergio Massa à l'élection présidentielle de 2023, briguant la vice-présidence dans le cadre de la coalition Union pour la patrie.

## Jeunesse et éducation
Rossi est né à Vera, une petite ville du nord de la province de Santa Fe, où il a passé sa petite enfance. Il a déménagé à Rosario à l'âge de 17 ans et a obtenu son diplôme d'ingénieur civil à l'Université nationale de Rosario. 

## Carrière politique

### Carrière provinciale
Rossi est membre dans les années 1970 de la jeunesse universitaire péroniste et rejoint le Parti justicialiste dans les années 1980. Il est élu au Conseil de la ville de Rosario en 1987, mais revient à la fonction privée en 1991. Il est fait son retour en politique en 2001, il est alors de nouveau élu au Conseil de la ville en 2002 qu'il préside de 2004 à 2005.

### Carrière à la Chambre
Aux élections législatives de 2005, il se présente à la chambre basse du Congrès pour le Front pour la victoire, la plus grande faction du Parti Justicialiste, formé par les partisans du président Néstor Kirchner. Sa campagne se capitalisé et se concentre sur l'obtention d'un soutien pour les politiques réussies mises en œuvre par Kirchner au niveau national ; Rossi, qui n'est pas encore très connu dans la province, se présente comme « le candidat de Kirchner ». La liste du Front pour la Victoire dirigée par Rossi arrive en deuxième position (avec 33 % des voix) derrière la liste du Parti socialiste dirigée par Hermes Binner (43 %).
Il devient par la suite le chef du bloc Front pour la victoire à la chambre basse du Congrès. À ce titre, il assume la tâche d'imposer la discipline de parti tout en ralliant le soutien législatif à la politique de Kirchner ; il déclare que « le bloc [appartenant au parti au pouvoir] a pour rôle fondamental d'être le bras législatif du gouvernement. Je ne peux pas concevoir un bloc [du parti gouvernemental] qui ait des doutes ou des critiques sur les projets du gouvernement. La société nous dit : « Je vous choisis pour renforcer le plan d'action initié par le président ». Le fournisseur d'accès Internet Fibertel, en tant qu'« avocats » du Groupe Clarín (société mère de Fibertel)[pas clair] ; il y a eu des controverses continues entre Clarín et le Kirchnérisme depuis 2008 sur un certain nombre de questions.
Rossi est candidat à la primaire du FpV pour le poste de gouverneur de Santa Fe lors des élections provinciales de 2007. Son rival au sein du parti est le député national né à Rosario et ancien ministre des Relations extérieures, Rafael Bielsa. Le maire de Rafaela, Omar Perotti, fait également campagne pendant un certain temps, mais abandonne finalement et se tourne vers Bielsa. Dans le style caudilliste classique qui a prévalu au cours du dernier siècle de politique argentine, même si certains membres du parti, dont Bielsa, auraient préféré négocier une candidature consensuelle, Rossi a insisté pour organiser des élections primaires. Rossi a également déclaré qu'il voulait la sœur de Bielsa, María Eugenia (alors vice-gouverneur de Santa Fe), sur sa liste de parti, bien qu'il ait plutôt choisi Jorge Fernández, ancien ministre de l'Éducation sous le mandat de gouverneur de Víctor Reviglio.  Bielsa a finalement été choisi comme candidat du parti aux élections primaires du 1er juillet 2007, mais a ensuite perdu l'élection face au socialiste Hermes Binner.
Rossi continue à exercer son rôle de chef de la majorité à la Chambre des députés en tant que chef du bloc Front pour la victoire, qui conserve la majorité à la Chambre.

### Ministre de la Défense
La présidente Cristina Fernández de Kirchner le nomme au poste de ministre de la Défense de l'Argentine le 30 mai 2013.

### Élection présidentielle de 2023
Le 24 juin 2023, la coalition Union pour la patrie désigne le ministre de l'Économie Sergio Massa, représentant de l'aile la plus à droite de l'UP, comme pré-candidat unique au scrutin présidentiel à la suite du désistement des autres candidatures. Il se présente avec le chef de cabinet des ministres Agustín Rossi en tant que colistier pour la vice-présidence,.